# Sint-Rumolduskerk (Heikant)
De Sint-Rumolduskerk is een neogotische parochiekerk in Berlaar-Heikant, België. De kerk is vernoemd naar de heilige Rumoldus. In het altaar bevindt zich een hoofdhaar van deze heilige.
De kerk is in 1885-1886 gebouwd naar een ontwerp van de Vlaamse architect Leonard Blomme.
Het orgel is in 1909 volgens het ontwerp van Jos Stevens gebouwd.